# شیه ژنیه
شیه ژنیه (انگلیسی: Xie Zhenye؛ زادهٔ ۱۷ اوت ۱۹۹۳) دونده سرعت اهل چین است.
وی در مسابقات کشوری و بین‌المللی در مجموع برندهٔ ۱ مدال نقره شده‌است.